# Hronodrama
Hronodrama je epizoda Dilan Doga objavljena u Srbiji premijerno u svesci #156. u izdanju Veselog četvrtka. Sveska je objavljena 23.01.2020. Koštala je 270 din (2,3 €; 2,7 $). Imala je 94 strane.

## Originalna epizoda
Originalna epizoda pod nazivom Cronodramma objavljena je premijerno u br. 365. regularne edicije Dilana Doga u Italiji u izdanju Bonelija. Izašla je 27.01.2017. Naslovnu stranicu je nacrato Gigi Cavenago. Scenario je napisao Carlo Ambrosini, a epizodu nacrtali Carlo Ambrosini i Wether Dell'Edera. Koštala je 3,9 €.

## Kratak sadržaj
Prolog. London, oktobra 1991. U vilu porodice ukrada se plaćen ubica koji nosi naočare sa jednim zatamljenim staklom. Pištoljem ubija bračni par na spavanju. Malu bebu odnosi sa sobom.
Radnja počinje marta 2016. godine kada Dilan poštom dobija knjigu Aide Adams Bedemi vremena. U koverti je Aidino pismo u kome ga poziva na sastanak i ček na 5.000 funti. Dilan i Gručo odlaze u rezidenciju Hasli. Aida je dvadesetpetogodišnja bogata naslednica bankara Gordona Haslija. Aida ga upoznaje sa malom devojčicom po imenu Milki. Od kada je počela da je posećuje, Aida više ne može da izađe sa imanja. Milki joj priča da joj je roditelje ubio čovek bez oka. Prethodni psihijatri nisu mogli da vide Milki, ali Dilan je uspeo. Aida ga stoga da sazna šta Milki želi od nje.

## Značaj epizode
Preuzeto sa sajta stripblog.in.rs
"Ambrozini se poigrava sa poimanjem vremena. Da li je vreme ciklično, linearno ili spiralno? On struktuira naraciju kroz dve priče, dve različite vremenske linije i vrlo verovatno dva različita univerzuma. Paralelne realnosti i multiverzum, odbacivanje trenutnog univerzuma i kontinuiteta zarad stvaranja novog su česte pojave u stripovima, naročito superherojskim. Ambrozinijevo stvaranje dve realnosti je poigravanje sa takvom tezom. Prva vremenska linija poštuje konvencijalnu dinamiku serijala Dilan Dog sa konkretnim kontekstom u kome on sprovodi svoju istragu uz sporedne likove na kakve smo navikli. Ambrozini je sam i nacrtao ovaj deo epizode u ovoj vremenskoj liniji. Drugu, paralelnu vremensku liniju je nacrtao Verter Del’Edera i ona je ekstremnija, dadaistička i nadrealna. Rezultat je drugačiji Gručo sa novim naočarima i novim obrascem ponašanja prema Dilanu. Buba je zamenjena da modernim, skupim i brzim automobilom. Dilan je nacrtan tako da izgleda kao Azijat. Ali, ono što je suštinska razlika je da ovde Dilan ima drugačiji tip istrage koju vodi iz drugačijih motiva. Ambrozini kao da ovim konceptom pokušava da isprovocira već dovoljno isprovocirane fanove koji bivaju iznervirani zbog prevelikog broja promena i autorskog pristupa i interpretacija Dilana u poslednje vreme."

## Inspiracija filmom
Naslovna stranica je najverovatnije inspirisana završnim scenama nemog filma Sigurnost na poslednjem mestu iz 1923. godine.